# Adobe Integrated Runtime
Adobe Integrated Runtime, w skrócie AIR (nazwa kodowa Apollo) – wieloplatformowe środowisko wykonawcze dla RIA (ang. Rich Internet Application) zbudowanych za pomocą Flash, Flex, lub HTML i AJAX.
Programy AIR mogą być aplikacjami pulpitu.
19 marca 2007 miało miejsce pierwsze publiczne wydanie wersji testowej AIR (wówczas pod nazwą Apollo), wraz z SDK i rozszerzeniem pozwalającym projektować aplikacje za pomocą Flex framework.
Nazwa AIR obowiązuje od 10 czerwca 2007, kiedy została wydana publiczna wersja beta1.
Wydanie Adobe AIR 3.1 jest dostępne do pobrania na stronach Adobe na systemy operacyjne Mac OS X i Microsoft Windows. Wsparcie dla systemu Linux zakończyło się na wersji 2.7.

## Środowisko programistyczne
Obecnie Adobe dostarcza trzy możliwości projektowania aplikacji AIR:
- HTML/AJAX, za pomocą Adobe Dreamweaver CS4 (w połączeniu z AIR SDK może być stosowane inne oprogramowanie do edycji HTML, a nawet zwykły edytor tekstu)
- Adobe Flash Builder (Flex)
- Adobe Flash od wersji CS4

## Bezpieczeństwo
Dokumenty opisujące możliwości zabezpieczeń AIR
- Wprowadzenie do bezpieczeństwa AIR (ang.)
- Podpisywanie aplikacji AIR certyfikatami zabezpieczeń (ang.)